# NBA All-Rookie Team 2010-2020
Cestisti inseriti nell'NBA All-Rookie Team per il periodo 2010-2020

## Elenco
| Grassetto | Rookie of the Year         |
| Corsivo   | Prima scelta nel Draft NBA |

| Stagione  |                               |                                       |                         |                                |
| Stagione  | 1º quintetto                  | 1º quintetto                          | 2º quintetto            | 2º quintetto                   |
| Stagione  | Giocatore                     | Squadra                               | Giocatore               | Squadra                        |
| --------- | ----------------------------- | ------------------------------------- | ----------------------- | ------------------------------ |
| 2010-2011 | Landry Fields                 | New York Knicks                       | Wesley Johnson          | Minnesota Timberwolves         |
| 2010-2011 | Blake Griffin                 | Los Angeles Clippers                  | Derrick Favors          | New Jersey Nets/Utah Jazz      |
| 2010-2011 | DeMarcus Cousins              | Sacramento Kings                      | Greg Monroe             | Detroit Pistons                |
| 2010-2011 | Gary Neal                     | San Antonio Spurs                     | Paul George             | Indiana Pacers                 |
| 2010-2011 | John Wall                     | Washington Wizards                    | Eric Bledsoe            | Los Angeles Clippers           |
| 2011-2012 | Kyrie Irving                  | Cleveland Cavaliers                   | Chandler Parsons        | Houston Rockets                |
| 2011-2012 | Ricky Rubio                   | Minnesota Timberwolves                | Isaiah Thomas           | Sacramento Kings               |
| 2011-2012 | Kenneth Faried                | Denver Nuggets                        | MarShon Brooks          | New Jersey Nets                |
| 2011-2012 | Klay Thompson                 | Golden State Warriors                 | Derrick Williams        | Minnesota Timberwolves         |
| 2011-2012 | Iman Shumpert                 | New York Knicks                       | Tristan Thompson        | Cleveland Cavaliers            |
| 2011-2012 | Kawhi Leonard                 | San Antonio Spurs                     | -                       | -                              |
| 2011-2012 | Brandon Knight                | Detroit Pistons                       | -                       | -                              |
| 2012-2013 | Damian Lillard                | Portland Trail Blazers                | Andre Drummond          | Detroit Pistons                |
| 2012-2013 | Bradley Beal                  | Washington Wizards                    | Jonas Valančiūnas       | Toronto Raptors                |
| 2012-2013 | Anthony Davis                 | New Orleans Hornets                   | Michael Kidd-Gilchrist  | Charlotte Bobcats              |
| 2012-2013 | Dion Waiters                  | Cleveland Cavaliers                   | Kyle Singler            | Detroit Pistons                |
| 2012-2013 | Harrison Barnes               | Golden State Warriors                 | Tyler Zeller            | Cleveland Cavaliers            |
| 2013-2014 | Michael Carter-Williams       | Philadelphia 76ers                    | Kelly Olynyk            | Boston Celtics                 |
| 2013-2014 | Victor Oladipo                | Orlando Magic                         | Giannīs Antetokounmpo   | Milwaukee Bucks                |
| 2013-2014 | Trey Burke                    | Utah Jazz                             | Gorgui Dieng            | Minnesota Timberwolves         |
| 2013-2014 | Mason Plumlee                 | Brooklyn Nets                         | Cody Zeller             | Charlotte Bobcats              |
| 2013-2014 | Tim Hardaway, Jr.             | New York Knicks                       | Steven Adams            | Oklahoma City Thunder          |
| 2014-2015 | Andrew Wiggins                | Minnesota Timberwolves                | Marcus Smart            | Boston Celtics                 |
| 2014-2015 | Nikola Mirotić                | Chicago Bulls                         | Zach LaVine             | Minnesota Timberwolves         |
| 2014-2015 | Nerlens Noel                  | Philadelphia 76ers                    | Bojan Bogdanović        | Brooklyn Nets                  |
| 2014-2015 | Elfrid Payton                 | Orlando Magic                         | Jusuf Nurkić            | Denver Nuggets                 |
| 2014-2015 | Jordan Clarkson               | Los Angeles Lakers                    | Langston Galloway       | New York Knicks                |
| 2015-2016 | Karl-Anthony Towns            | Minnesota Timberwolves                | Justise Winslow         | Miami Heat                     |
| 2015-2016 | Kristaps Porziņģis            | New York Knicks                       | D'Angelo Russell        | Los Angeles Lakers             |
| 2015-2016 | Devin Booker                  | Phoenix Suns                          | Emmanuel Mudiay         | Denver Nuggets                 |
| 2015-2016 | Nikola Jokić                  | Denver Nuggets                        | Myles Turner            | Indiana Pacers                 |
| 2015-2016 | Jahlil Okafor                 | Philadelphia 76ers                    | Willie Cauley-Stein     | Sacramento Kings               |
| 2016-2017 | Malcolm Brogdon               | Milwaukee Bucks                       | Jamal Murray            | Denver Nuggets                 |
| 2016-2017 | Dario Šarić                   | Philadelphia 76ers                    | Jaylen Brown            | Boston Celtics                 |
| 2016-2017 | Joel Embiid                   | Philadelphia 76ers                    | Marquese Chriss         | Phoenix Suns                   |
| 2016-2017 | Buddy Hield                   | New Orleans Pelicans/Sacramento Kings | Brandon Ingram          | Los Angeles Lakers             |
| 2016-2017 | Guillermo "Willy" Hernangómez | New York Knicks                       | Yogi Ferrell            | Brooklyn Nets/Dallas Mavericks |
| 2017-2018 | Ben Simmons                   | Philadelphia 76ers                    | Dennis Smith            | Dallas Mavericks               |
| 2017-2018 | Donovan Mitchell              | Utah Jazz                             | Lonzo Ball              | Los Angeles Lakers             |
| 2017-2018 | Jayson Tatum                  | Boston Celtics                        | John Collins            | Atlanta Hawks                  |
| 2017-2018 | Kyle Kuzma                    | Los Angeles Lakers                    | Bogdan Bogdanović       | Sacramento Kings               |
| 2017-2018 | Lauri Markkanen               | Chicago Bulls                         | Josh Jackson            | Phoenix Suns                   |
| 2018-2019 | Luka Dončić                   | Dallas Mavericks                      | Shai Gilgeous-Alexander | Los Angeles Clippers           |
| 2018-2019 | Trae Young                    | Atlanta Hawks                         | Collin Sexton           | Cleveland Cavaliers            |
| 2018-2019 | Deandre Ayton                 | Phoenix Suns                          | Landry Shamet           | Philadelphia 76ers             |
| 2018-2019 | Jaren Jackson Jr.             | Memphis Grizzlies                     | Mitchell Robinson       | New York Knicks                |
| 2018-2019 | Marvin Bagley III             | Sacramento Kings                      | Kevin Huerter           | Atlanta Hawks                  |
| 2019-2020 | Ja Morant                     | Memphis Grizzlies                     | Tyler Herro             | Miami Heat                     |
| 2019-2020 | Kendrick Nunn                 | Miami Heat                            | Terence Davis           | Toronto Raptors                |
| 2019-2020 | Brandon Clarke                | Memphis Grizzlies                     | Coby White              | Chicago Bulls                  |
| 2019-2020 | Zion Williamson               | New Orleans Pelicans                  | P.J. Washington         | Charlotte Hornets              |
| 2019-2020 | Eric Paschall                 | Golden State Warriors                 | Rui Hachimura           | Washington Wizards             |